# Московский (тип речных судов)

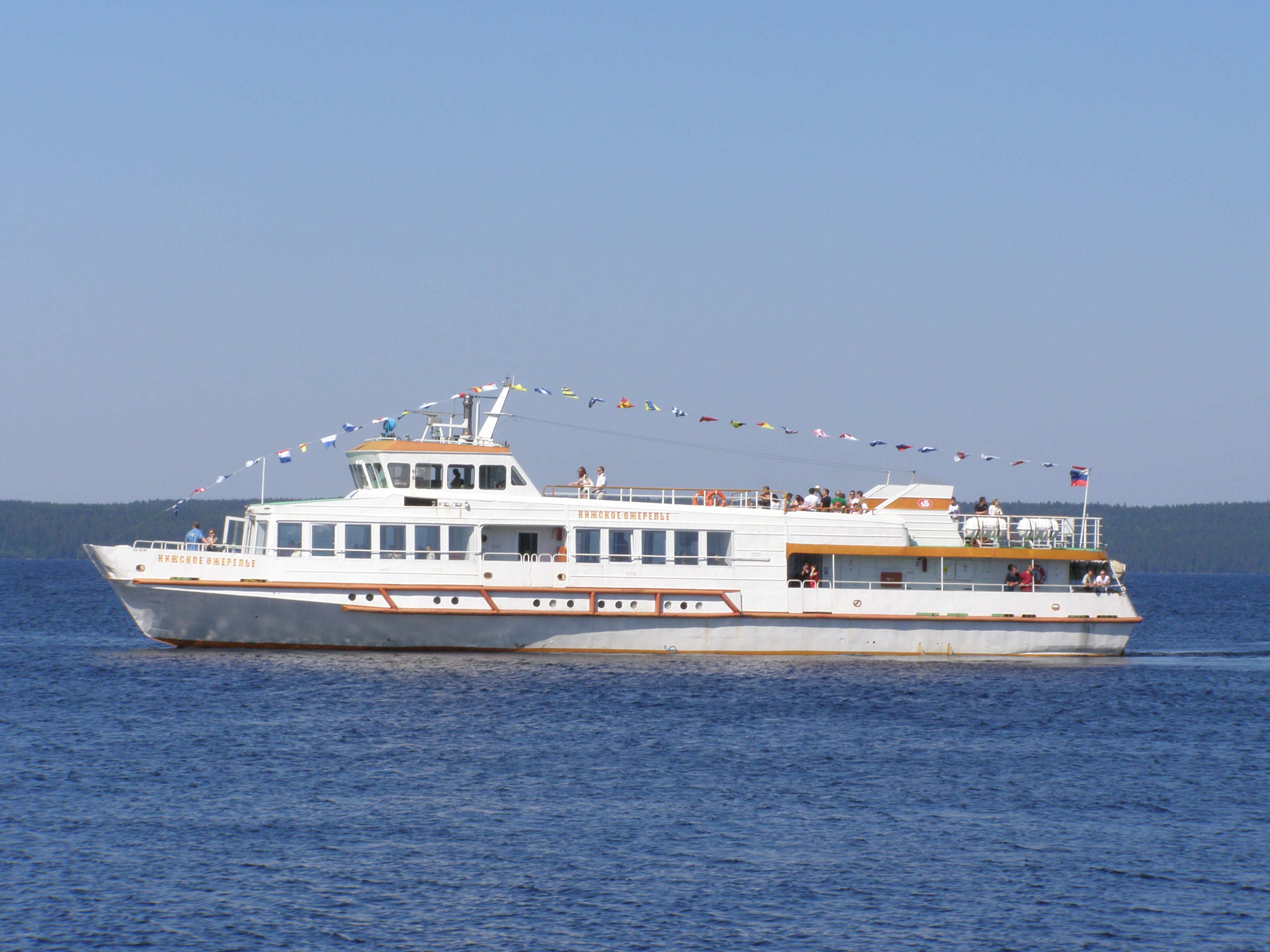
Судно «Кижское ожерелье» типа «Московский» в Петрозаводске

«Московский» (проект 81080) — серия прогулочных речных (озерных) двухвинтовых водоизмещающих пассажирских теплоходов.
Проект разработан ЦТКБ Министерства речного флота РСФСР
Суда данного типа работали в Беломорско-Онежском, Обь-Иртышском, Северо-Западном, Камском, Волжском объединенном, Бельском, Северном, Ленском, Верхне-Иртышском речных пароходствах на городских и пригородных линиях. В настоящее время многие суда принадлежат негосударственным компаниям и частным владельцам.

## История
Теплоходы «Московский» начали выпускать в 1983 на Московском судоремонтном и судостроительном заводе. В общей сложности было построено около пятидесяти судов.

## Основные характеристики
- Длина: 36,3 м
- Ширина: 6,5 м
- Высота борта: 2,6 м
- Водоизмещение с полными запасами и пассажирами 141,5 т
- Водоизмещение порожнем: 120 т
- Скорость: 20 км/ч
- Пассажировместимость: до 150 человек
- Главный двигатель дизель 6ЧСП 15/18
- Мощность двигателя: 110 кВт
- Экипаж: 3 человека.